# Accidente de tren de Paraparaumu de 1936

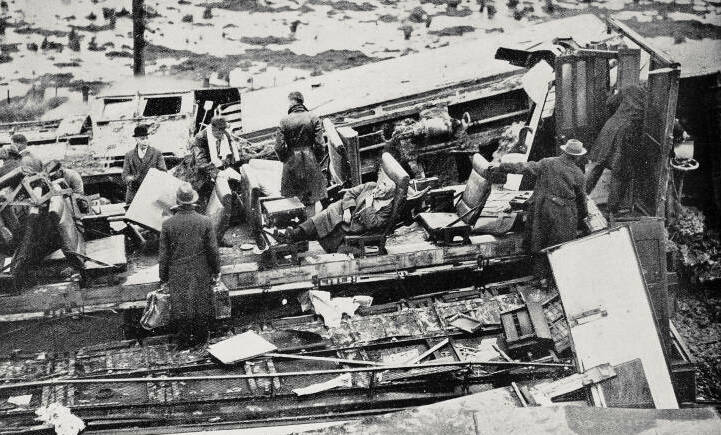
Vista aérea del accidente.

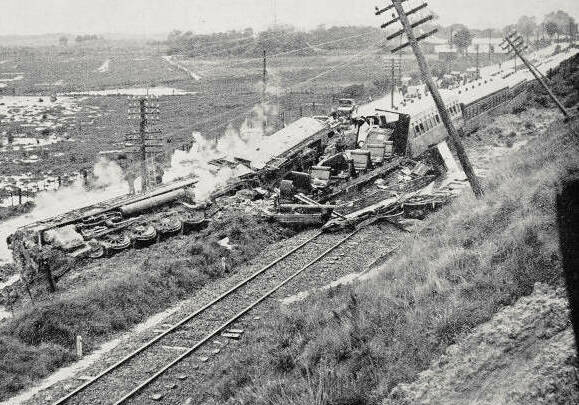
Vagones descarrilados visibles a la izquierda.

El accidente de tren de Paraparaumu de 1936 ocurrió el domingo 30 de agosto de 1936 cerca de Paraparaumu, Nueva Zelanda. Un tren viajaba de Auckland a Wellington bajo una fuerte lluvia cuando descarriló después de sufrir un deslizamiento de tierra en las vías. Un pasajero murió como consecuencia de las lesiones recibidas en el incidente.

## Incidente
El expreso del troncal principal de la Isla Norte con 70 pasajeros a bordo viajaba a 50 millas por hora (80,5 km/h) cuando resbaló 1/4 de milla (402,3 m) al sur de la estación de tren de Paraparaumu a las 6:25 a. m. el 30 de agosto de 1936. El tren cayó desde una altura de 3 metros (3,3 yd) terraplén de costado, quedando detenido a pocos metros de la vía que bordea la vía férrea. Cinco vagones se descarrilaron. El techo del primer vagón de viajeros se arrancó y las paredes cayeron sobre la vía. Los pasajeros quedaron temporalmente atrapados en el interior. El motor quedó medio enterrado en el barro y los escombros fueron arrojados a la carretera. Tanto el segundo como el tercer vagón quedaron completamente descarrilados y se les arrancaron los bogies de arrastre. Los vagones cuarto y quinto descarrilaron, pero sus bogies de arrastre no fueron arrancados. Los siguientes vagones no descarrilaron, pero sufrieron graves daños y dos vagones quedaron bloqueados entre sí. Un coche cama, dos furgonetas, un furgón de correos y un vagón Z resultaron ilesos.
Un granjero lechero local, W. Howell, notó el desliz mientras traía sus vacas para ordeñar y corrió hacia la estación de tren de Paraparaumu con la intención de romper el cable de señal para que la señal entrara en estado de peligro. Sin embargo, llegó demasiado tarde y al ver que el tren se acercaba, intentó hacerle una señal para que se detuviera, lo que pasó desapercibido bajo la fuerte lluvia. Después de que Howell dio la alarma en la estación de tren, llegaron un tren de socorro y ambulancias desde Wellington.
El accidente provocó heridas a cinco personas. Cuatro pasajeros fueron ingresados en el Hospital de Wellington y uno de ellos, Arthur Frederick Bush, murió allí una semana después a consecuencia de sus heridas. En el accidente, Bush sufrió fracturas en ambas piernas. Las lesiones sufridas por otros pasajeros incluyeron: abrasiones faciales en el hijo de Bush; una pelvis lesionada; lesiones en la cabeza y heridas en la piel; y una lesión en la pierna y abrasiones faciales. El maquinista y el bombero no resultaron heridos.
Mientras los vagones volvían a colocarse sobre los rieles, el barro continuó deslizándose y los hombres que paleaban no podían seguir su ritmo. Esto provocó un retraso de dos horas debido a que la grúa y un vagón sobrecarril quedaron bloqueados por el resbalón. A las 4:30 a las tres de la tarde del lunes se retiraron los restos del accidente y se restableció el tráfico en la línea ferroviaria.